# 赫沙特拉·瓦伊里亞
赫沙特拉·瓦伊里亞（阿維斯陀語：Xšaθra Vairya），中古波斯語稱赫沙特雷瓦爾（Khshatrevar），波斯語稱沙赫里瓦爾（Shahrīvar）。意為「王權」、「權威」，是阿梅沙·斯彭塔之一，代表了阿胡拉·馬茲達的威嚴和仁政，負責救助窮苦百姓。後被奉為金屬神。
在瑣羅亞斯德曆中，赫沙特拉·瓦伊里亞是第六月和每月第四日的庇護神。